# Шпайдель, Вильгельм (генерал)
Вильгельм Шпайдель (нем. Wilhelm Speidel; 8 июля 1895, Метцинген — 3 июня 1970, Нюртинген) — германский генерал авиации во время Второй мировой войны. В 1948 году был приговорен к 20 годам тюремного заключения по Процессу по делу о заложниках, одном из судебных процессов в Нюрнберге, за преступные действия во время его пребывания в качестве военного командира в Греции, но был освобожден в начале 1951 года. Его младший брат Ханс Шпайдель занимался созданием вооружённых сил Западной Германии.

## Биография

### Происхождение, Первая мировая война и рейхсвер
Отец Эмиль Шпайдель был старшим лесным офицером и заместителем правителя Королевства Вюртемберг в Штутгарте. В возрасте 17 лет Вильгельм Шпайдель вступил в 123-й гренадёрский полк «Король Карл» (5-й Вюртембергский) в звании фанен-юнкера 26 июня 1913 года. Вскоре после начала Первой мировой войны в должности командира взвода воевал на западном фронте.
Гренадерский полк сражался в составе 27-й дивизии и воевал исключительно на западном фронте. В конце ноября 1914 года Ханс Шпайдель также поступил на службу в 123-м гренадёрском полку, спустя год получил звание лейтенанта и оставался в полку до конца войны. С конца 1915 года Вильгельм Шпайдель временно был командиром роты. 22 марта 1918 года Вильгельму Шпайделю было присвоено звание обер-лейтенанта и принял руководство штурмовым батальоном 27-й дивизии в рамках весеннего наступления Германской империи. Был награжден орденом «За военные заслуги», Железным крестом и нагрудным знаком «За ранение».
В 1918 году после подписания Компьенского перемирия и окончания Первой мировой войны его перевели в штаб командования округа в Ройтлинген, а затем в командование в Швебиш-Гмюнд. С 19 июля 1919 года служил адъютантом 2-го батальона 26-го стрелкового полка рейхсвера, а с 1 октября по 14 декабря 1920 года — офицером роты в 25-м стрелковом полку. Некоторое время был адъютантом в командовании в Штутгарте. 1 января 1921 года его перевели в 13-й (вюртембергский) пехотный полк. 1 октября 1921 года был офицером в 18-м кавалерийском полку. 30 апреля 1923 года прошел подготовку в 5-й дивизии в Штутгарте. С 1 мая по 31 июля 1923 года занимал должность командира взвода в 13-м пехотном полку и до 30 сентября 1924 года командовал 5-й дивизией. Затем, был переведен в 18-й кавалерийский полк, а затем продолжил обучение в 5-м дивизии. С 1 октября 1925 по 30 сентября 1926 года служил в штабе 1-го батальона 13-го пехотного полка и с 1 апреля 1926 года имел звание капитана. Далее служил в министерстве рейхсвера в Берлине, а с 9 июня по 30 сентября 1927 года — во 2-м (прусском) кавалерийском полку в Ольштыне. Затем его перевели в 11-й (прусский) полк в Пруднике.
31 марта 1928 года уволился с военной службы, чтобы пройти обучение в СССР в секретной авиационной школе рейхсвера. 1 февраля 1929 года вернулся на службу и перед возвращением в Министерство обороны был назначен в 10-й (прусский) кавалерийский полк. Работал на административных должностях в департаменте статистики армии. 6 мая 1929 года его направили в командование воздушным корпусом Армии США на один год для обучения. По возвращении Вильгельм Шпайдель вновь работал в министерстве рейхсвера.

### Вермахт и Вторая мировая война
Получив звание майора 1 октября 1933 года, присоединился к люфтваффе через месяц и служил консультантом в Имперском министерстве авиации. С 1 марта по 30 июня 1934 года работал в генеральном штабе люфтваффе, а затем принял командование авиационной группой Гибельштадта и военным аэродромом. Как подполковник (с 1 сентября 1935) был назначен начальником штаба «Luftkreis-Kommando III» в Дрездене 1 апреля 1936 года. 1 октября 1937 ему было присвоено звание полковника. 1 июля 1938 года был назначен начальником штаба 1 группы люфтваффе. 1 февраля 1939 года поступил на службу в 1-й воздушный флот.
После начала Второй мировой войны служил в 1-м воздушном флоте, получил звание генерал-майора 22 сентября 1939 года и был начальником штаба 2-го воздушного флота с 1 января по 9 октября 1940 года. С 19 июля 1940 года стал генерал-лейтенантом и возглавлял миссию люфтваффе в Румынии и с 1 января 1942 года являлся генералом авиации. С 15 июня по 10 сентября 1942 года находился в «führerreserve», а затем был назначен командующим в оккупированной части южной Грецией. С 8 сентября 1943 года был назначен военным комендантом в Греции. За это время вооружённые силы нацистской Германии совершили многочисленные военные преступления, за которые в том числе был ответственен Вильгельм Шпайдель. Одним из них была бойня в Калаврите, в которой, согласно докладу Шпайделя от 31 декабря 1943 года, было расстреляно 758 человек. 27 апреля 1944 года был снят с должности и переведён в резерв. С 10 сентября 1944 года по 22 января 1945 года Вильгельм Шпайдель исполнял обязанности командира штаба связи Верховного командования Люфтваффе на юго-востоке. Затем был ненадолго переведен в резерв и 14 марта 1945 года стал командиром «Feldjäger-Kommandos III».

### Послевоенный период
После безоговорочной капитуляции нацистской Германии 8 мая 1945 года Вильгельм Шпайдель попал в американский плен. Страны Антигитлеровской коалиции предъявили ему обвинения во время Нюрнбергского процесса над генералами юго-восточного фронта за его деятельность во время оккупации Греции. Вильгельма Шпайделя защищал Йозеф Вайсбербер при содействии Эриха Берглера. Йозеф Вайсбербер уже имел опыт работы в Нюрнберге, его предыдущим клиентом был Вольфрам Зиверс во время Нюрнбергского процесса над врачами. 19 февраля 1948 года Вильгельм Шпайдель был приговорен к 20 годам лишения свободы за военные преступления. Вслед за активным обсуждением вопроса о воссоздании вооружённых сил в Западной Германии после начала Корейской войны летом 1950 года. 31 января 1951 года верховный комиссар Джон Макклой заменил его срок на уже отбытый им ранее по рекомендации «консультативного совета по помилованию военных преступников (Дэвид Пек). Ввильгельм Шпайдель был освобожден 3 февраля 1951 года вместе с 32 другими заключенными из Ландсбергской тюрьмы.